# Dubrovskij (opera)
Dubrovskij (dříve hráno pod názvem Dubrovský, v ruském originále Дубровский) je třetí a nejúspěšnější opera (Op. 58) českého skladatele a dirigenta Eduarda Nápravníka působícího v Petrohradu. Libreto napsal Modest Iljič Čajkovskij (1850-1916) na základě povídky Dubrovskij ruského básníka Alexandra Sergejeviče Puškina. Premiéra se konala 3. (dle gregoriánského kalendáře 15.) ledna 1895 v petrohradském Mariinském divadle. Opera byla jen zřídka uváděna mimo Rusko, na domácí půdě si však dlouho udržela popularitu.

## Vznik a historie díla
Nápravník, který byl velkým ctitelem díla Petra Iljiče Čajkovského a řídil řadu jeho premiér, požádal o libreto ke své třetí opeře jeho bratra Modesta (ten mj. spolupracoval na libretu k Evženu Oněginovi a sám napsal libreto k Pikové dámě). Jako řada ruských oper 19. století (Ruslan a Ludmila, Boris Godunov, Zlatý kohoutek, obě zmíněné Čajkovského opery…) čerpá Dubrovskij námět z díla A. S. Puškina, konkrétně z nedokončené stejnojmenné novely (1832). Příběh o zchudlém šlechtici mstícím se za urážku a ožebračení svého otce tím, že stane v čele skupiny loupežníků a stíhá viníka, je pro své sociální zahrocení překvapivou volbou pro Nápravníka, který byl umělcem spíše konzervativního zaměření a vlivným členem petrohradské společnosti. Modest Čajkovskij se ve shodě s intencemi skladatele soustředil na milostný pár Dubrovského a Máši, který je vykreslen mnohem lyričtěji než v samotné novele a podobá se milostným dvojicím P. I. Čajkovského (Máša a Lenský, Líza a Herman). Jediný zásadní zásah do děje je ale na samotném konci: zatímco v Puškinově novele Vladimír nedokáže zabránit Mášině sňatku s knížetem, rozpouští svou tlupu a utíká za hranice, v opeře je na útěku raněn a umírá Máše v náručí. Nápravník zhudebnil libreto se značnou lyrickou invencí a muzikantskou zdatností. Jako zkušený divadelní praktik vytvořil melodie líbivé pro obecenstvo, jež často vycházejí z ruské lidové tradice, a úlohy svým psychologickým prokreslením atraktivní pro zpěváky.
Nápravník sám popsal osudy své opery ve svých zápiscích roku 1915 takto: „Dubrovskij, 3. ledna 1895. Hořká zkušenost s Haroldem, který propadl v roce 1886 kvůli nezdařilému libretu, mě přinutila být při volbě osnovy pro mou třetí operu velmi opatrný a přísný. Mně spolu s libretistou M. I. Čajkovským a talentovaným režisérem O. O. Palečkem se zalíbil námět z Puškinovy povídky Dubrovskij; vypracovali jsme scénář a požádali jsme ředitele imperátorských divadel I. A. Vsevoložského o jeho názor. Ten volbu a scénické zpracování schválil, navrhl jenom vypustit páté dějství a smrtí Dubrovského zakončit čtvrté dějství a celou operu. Tuto rozumnou radu jsme přijali a zdařilé libreto, vzaté z Puškina, pak ve velké míře napomohlo významnému a trvalému úspěchu opery natolik, že zaujala pevné místo v repertoáru všech ruských provinčních operních divadel. Složení interpretů při premiéře v Petrohradě bylo výborné a provedení vzorné. Zde je třeba uvést dámy Medeu Fiegnerovou, Kamenskou, pány Fiegnera, Jakovleva, Stravinského, Karjakina a další. Na Dubrovského se usmálo štěstí. Opera se drží v repertoáru už dvacet let (od roku 1895) jak v imperátorských divadlech, tak v soukromých, a počet představení dosáhl už několika set, z toho v Petrohradě a Moskvě kolem dvou set. Je to jakási satisfakce za neúspěch Harolda.“
Nápravník řídil sám premiéru své opery v Mariinském divadle a sklidil skvělý úspěch u obecenstva. Kritika byla zdrženlivější, vytýkala mu závislost na P. I. Čajkovském. Pozdější vlivný kritik Boris Vladimirovič Asafjev (1884-1949) nepříznivý úsudek o této odvozenosti shrnul takto: "Na takových operách je vždy lehké vymezit, jak daná doba chápala a přijímala a jak slyšela skladatelova díla, čí vliv se projevil na eklektice, jež mimoděk napodobuje vše, co je populární a co vládne v daném okamžiku. Zejména ve svém Dubrovském zrcadlí Nápravník hudbu Čajkovského v míře, v níž jí rozumělo petrohradské abonentní obecenstvo 90. let, pomíjeje vše, co je v Čajkovského hudbě silné."
Dubrovskij brzy po své premiéře dosáhl značné popularity v celém Rusku. Již v roce 1894 vydal Jurgenson v Moskvě klavírní výtah opery. Ještě v prosinci roku 1895 byl Dubrovskij uveden ve Velkém divadle v Moskvě, následovaly všechny další ruské scény (1897: Jekatěrinoslav, Kyjev, Nižnij Novgorod, Oděsa, Poltava, Saratov, Jalta). Mimo Rusko byl uveden poprvé ve skladatelově vlasti, a to nejprve v Národním divadle v Praze (1896, znovu 1908) a o dva roky později na obou dalších tehdejších českojazyčných operních scénách, v Plzni a v Brně. Jinde bylo uvedení této opery raritou (Lipsko 1897, Berlín Krollova opera 1908, San Francisco a New York 1922, Kaunas 1929, Riga 1933). V samotném Rusku zůstala dlouho populární, a to i za sovětského období. Vedle přístupnosti a melodičnosti hudby tomu napomáhal i námět opery, který bylo možné vykládat ve smyslu "třídního boje". Titulní role byla vděčná a oblíbená u mnoha významných ruských tenoristů – Nikolaje Fignera, Leonida Sobinova, Ivana Kozlovského, Sergeje Lemeševa, D. Smirnova, L. Donského aj. Existuje nahrávka z roku 1954 a obrazový záznam z roku 1961 z Moskevského akademického divadla (režie Vitalij Golovin).

## Osoby
- Andrej Dubrovskij, bas
- Vladimír, jeho syn, tenor
- Kyril Petrovič Trojekurov, baryton
- Máša, jeho dcera, soprán
- Kníže Verejskij, bas
- Kapitán četnictva, baryton
- Soudní asesor, bas
- Desforges, francouzský učitel, tenor
- Šebaškin, úředník, tenor
- Jegorovna, chůva, mezzosoprán
- Archip, Dubrovského nevolník, bas
- Griška, Dubrovského nevolník, tenor
- Anton, Dubrovského nevolník, baryton
- Táňa, Mášina panská, soprán
- 1. dáma, soprán
- 2. dáma, alt
- Nevolníci u Dubrovských a Trojekurova, hosté, úředníci, loupežníci, vojáci, lid

## Děj opery
Předehra obsahuje zejména sborové motivy z opery. Existuje však i druhá verze, která naopak staví na motivech ze vztahu Vladimíra a Máši.

### 1. dějství
(1. obraz) Do Kistěněvky, sídla drobného šlechtice Andreje Dubrovského, se po delší nepřítomnosti vrací jeho jediný syn Vladimír. Otec i chůva Jegorovna ho vítají (tercet Vse radosti sčasťja bylogo) a stejně tak i lidé ze statku Dubrovských (sbor Zdravstvuj ty, barin naš). Vladimír však shledává otce sestárlého a zasmušilého, a když osamí, dozvídá se od něj zlé zprávy. Andrej Dubrovskij se dostal do sporu s generálem Trojekurovem, bohatým sousedem a dosud blízkým přítelem rodiny; Vladimír a Trojekurova dcera Máša si byli již od dětství zaslíbeni. Generál vyvolal soudní při, podplatil soudce, a tak připravil Dubrovského o veškeré jmění (arioso starého Dubrovského Kto b veriť mog). Vladimír přísahá pomstu za otcovu ztracenou čest (duet Otěc, ja těbe obeščaju).
Přijíždí samotný Trojekurov a nejprve Dubrovským oznamuje, že rozhodnutím soudu o Kistěněvku definitivně přišli. Pak ale nabízí smír, o majetek ve skutečnosti nestojí a dokonce starého souseda prosí o odpouštění. Rozzuřený stařec však vyhání generála pryč. Toto duševní pohnutí jej vysílí a klesá raněn mrtvicí. Obraz zakončuje nářek Jegorovny (Na kogo,otěc, pokidaješ nas).
(2. obraz) Andrej Dubrovský zemřel. Poddaní ze statku se shromáždili a nechtějí slíbit poddanství Trojekurovi (sbor Och! Schoronili my). Chtějí dokonce odepřít přístup zástupcům soudu, kteří přijeli Kistěněvku úředně převzít, zvláště kvůli jejich nedůstojnému chování (píseň úředníků Poljubi meňja, Paraša). Vladimír své lidi uklidňuje a hodlá rezignovaně přijmout osud (recitativ Itak, vsjo končeno a romance v ukolébavkovém rytmu O, daj mně zabveňje, rodnaja). Když však slyší soudní zmocněnce, jak se v jeho domě veselí a prozpěvují opilecké písně (Ach vy, seni), rozhoduje se ke vzpouře: nechá rodný dům zapálit (arioso Těper moj dom).

### 2. dějství
Máša Trojekurová spolu s venkovskými děvčaty sbírají v lese houby (romance Máši V svetlom molčaňje a sbory Posmotritě, baryšňja a Och, ně berezoňka). Její panská Táňa straší ostatní dívky jménem Dubrovského. Ten se po upálení úředníků v Kostěněvce stal zbojníkem, řada jeho bývalých poddaných se k němu připojila a nyní se skrývají v okolních lesích a loupí. Máša se jej ale zastává, protože tuší, že mu její otec hluboce ublížil (arioso O, jesli b s nim ja povstrečalas).
Tuto píseň vyslechne opodál skrytý Vladimír Dubrovskij. Původně měl v úmyslu pomstít de Trojekurovi tím, že Mášu unese, proto ji sledoval až sem. Její soucit jej však dojal a rozhoduje se pro jiný plán (arioso Sejčas ješčo).
Dubrovského lidé zajali Francouze Desforgese, který jel k Trojekurovům, aby se stal Mášiným domácím učitelem. Vystrašený Desforges Dubrovskému řád za odměnu slíbí, že se raději vrátí do své vlasti. Dubrovský vybaven jeho doklady pak vyráží do generálova domu sám.

### 3. dějství
Dubrovskij-Desforges si získal u Trojekurovů brzy důvěru. Právě má s Mášou hodinu hudby, při níž jí jinotajně, prostřednictvím písně ve francouzském stylu, vyznává lásku (Ni jamais la voir, ni l’entendre). Přichází Trojekurov s knížetem Verejským. Nejprve vypráví o tom, jak se Desforges vyznamenal, když se při vyjížďce sám postavil rozzuřenému medvědovi. Všímá si však současně vznikající náklonnosti mezi učitelem a svou dcerou (kvartet Čto s něj). Po odchodu ostatních generál dceři sděluje, že kníže požádal o její ruku; je sice starý, ale velmi bohatý, a tedy vynikající partie. Máša však odmítá a hrozí odchodem do kláštera. Když si pak Máša o samotě zoufá, dostává vzkaz, v němž jí učitel slibuje pomoc. Máša si uvědomuje, že Desforgese (Dubrovského) miluje (arioso No kto že on).

### 4. dějství
U Trojekurovových se slaví zásnuby Máši s knížetem Verejským (sbor Zdorovje narečonnych). Velitel četnictva přijel Trojekurova varovat, že se Dubrovskij podle spolehlivých informací skrývá v blízkosti jeho domu; dokonce se mu zdá, že ho poznává v Desforgesovi. Trojekurov se však Dubrovského nebojí (arioso Ja vižu, vy) a bál pokračuje (contredanse a polonéza).
Člen Dubrovského družiny Archip Vladimíra varuje, že je mu četnictvo na stopě a že musí rychle utéci. Dubrovskij se však musí nejprve rozloučit s Mášou. Citací její árie z II. dějství se jí dává poznat (duet Vladimir! Bože moj!). Máša je ochotna s ním utéci do ciziny. Po dalším varování se Dubrovskij pokouší uprchnout, je však již poznán a na útěku zastřelen. Máša se vrhá k umírajícímu Vladimírovi (duet Čas primereňja); když jí milenec naposledy vydechne v náručí, žalem zešílí.

## Nahrávky
Nahrávka pořízená ruským nakladatelstvím Melodija roku 1954 vyšla roku 2006 na CD v nakladatelství Cantus Classisc (CACD 5.00771 F). Zpívají (Andrej Dubrovskij) Jevgenij Ivanov, (Vladimír Dubrovskij) Ivan Kozlovskij, (Trojekurov) Alexej Ivanov, (Máša) Nina Čubenko, (Jegorovna) Jevgenija Verbickaja, (Verejskij) Fjodor Godovkin, (kapitán četnictva) Nikita Chapov, (soudce) Vasilij Mališev aj. Sbor a orchestr Velkého divadla v Moskvě řídí Vasilij Vasiljevič Něbolsin.
Árii Andreje z 1. jednání „Kdo věřil by“ zpívá Ivan Kusnjer na CD „Rarity české opery“ (2011) (Supraphon, SU 4074-2 611). Radioservis, a.s., vydal roku 2015 na CD „Česká romantická opera“ (CR0782-2) Nahrávku čtyř úryvků pořídil Československý rozhlas roku 1959, totiž předehry, árie Vladimíra z 1. dějství, předehry ke 4. dějství a duetu Vladimíra a Máši ze 4. dějství; zpívají Antonín Zlesák a Jaroslava Vymazalová, Pražský rozhlasový orchestr řídí František Dyk. První dva z těchto úryvků vydal Radioservis, a.s., roku 2015 na CD „Česká romantická opera“ (CR0782-2).

## Česká inscenace
Operu Dubrovskij hrálo Národní divadlo v letech 1896–1899 a 1908. V titulní roli vystoupil Václav Kliment.